# Enrique Guaita
Enrique Guaita (Lucas González, Entre Ríos, 15 de julio de 1910-Buenos Aires, 10 de mayo de 1959) fue un futbolista argentino nacionalizado italiano. Se desempeñaba en la posición delantero y jugó profesionalmente en Estudiantes de La Plata y Racing Club, de Argentina, y en AS Roma, de Italia. 
También integró los seleccionados de Argentina e Italia, combinado con el que se consagró Campeón del Mundo en el Mundial de 1934.

## Trayectoria

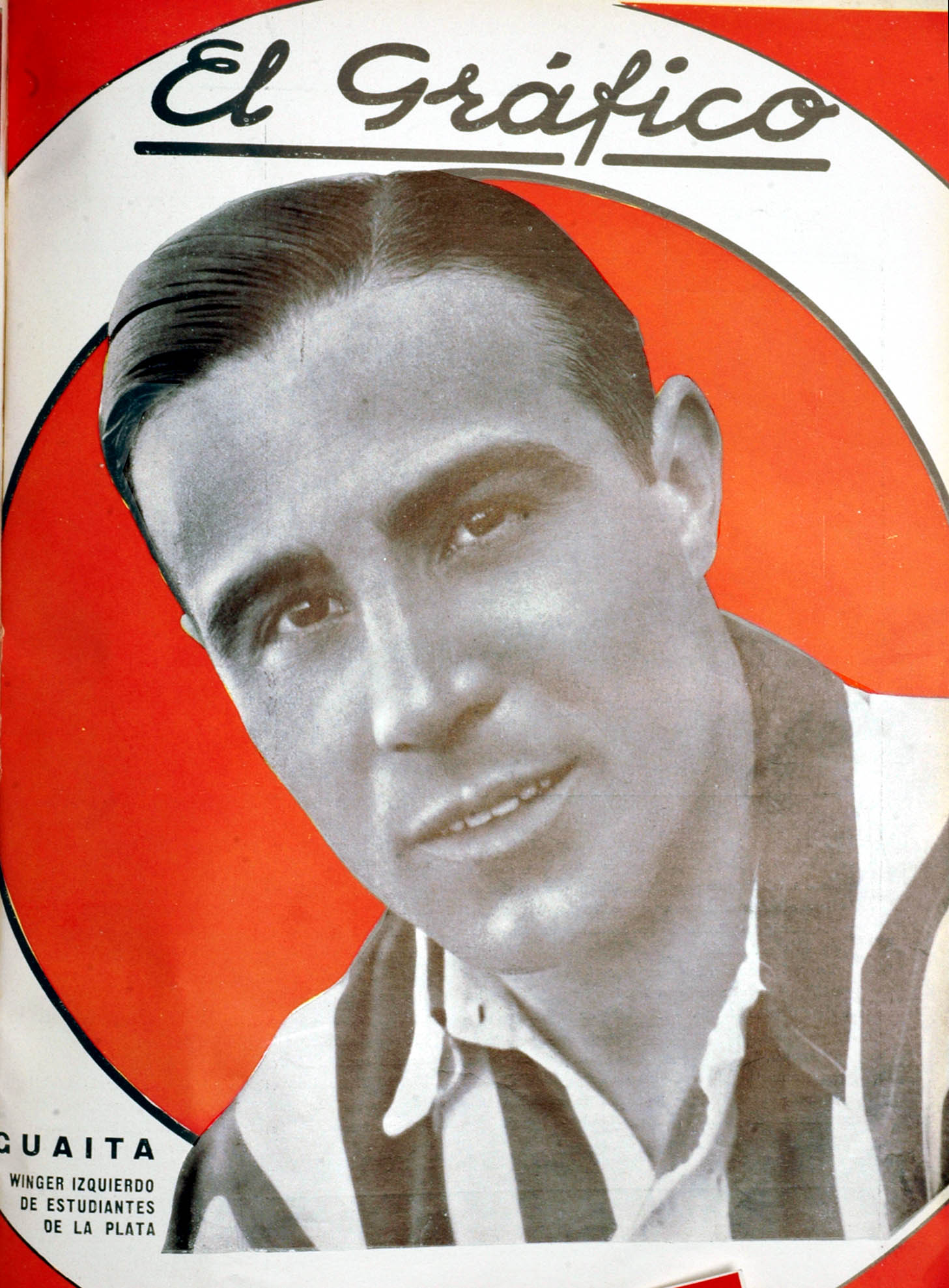
Enrique Guaita en 1931.

Apodado El Indio durante su paso por Estudiantes de La Plata, se desempeñó como puntero izquierdo integrando, desde 1929, la famosa delantera de Los Profesores junto a Alejandro Scopelli, Miguel Ángel Lauri, Alberto Zozaya y Manuel Ferreira.
Jugó en Estudiantes hasta 1933, consagrándose subcampeón en el último torneo amateur de Primera División, en 1930, y 3.º en el Campeonato de 1931, donde Estudiantes, pese a no coronarse, convirtió 104 goles y fue el equipo más efectivo del certamen.
Como muchos jugadores argentinos de ascendencia italiana de la época, Guaita fue atraído por el dinero ofrecido por la Liga italiana. Así, en 1933, pasó a la Roma de Italia, donde llegó a percibir una mensualidad hasta cinco veces mayor que la recibida en Argentina.[cita requerida] En 1936, Guaita abandonó aquel país para evitar servir en el ejército italiano y volvió a Argentina para jugar en Racing Club. Luego, tras cuatro años, retornó al equipo platense y se retiró de la práctica deportiva en 1939, totalizado 58 goles, en este club, en partidos del campeonato de Primera División.
Guaita fue un hábil delantero que podía jugar tanto por la derecha como por la izquierda del ataque. Fue un jugador potente y veloz, con muy buena técnica y una endiablada gambeta.[cita requerida] En su paso por el club romano, tuvo una de sus mejores temporadas: fue el máximo goleador de la Serie A en la temporada 1934/35, con 28 goles, lo que constituye un récord absoluto para un torneo de 16 equipos en el fútbol italiano. Fue allí donde se lo bautizó El Corsario Negro.

## Selección nacional
Con el Seleccionado de Fútbol de Italia integró el plantel que obtuvo la Copa del Mundo 1934, que se disputó en aquel país durante la dictadura fascista de Benito Mussolini. Fue titular en cuatro partidos y convirtió el gol del triunfo contra Austria, que clasificó a Italia a la final.
Guaita es uno de los doce jugadores de fútbol que se desempeñaron tanto en la Selección Argentina (4 encuentros y 1 gol, entre 1933 y 1937, temporada en la que se coronó campeón del Sudamericano 1937) como en el Seleccionado italiano, siendo ciudadano de los dos países.

### Participaciones en Copas del Mundo
| Mundial                        | Sede   | Resultado |
| ------------------------------ | ------ | --------- |
| Copa Mundial de Fútbol de 1934 | Italia | Campeón   |

### Participaciones en Campeonatos Sudamericanos
| Mundial                      | Sede      | Resultado |
| ---------------------------- | --------- | --------- |
| Campeonato Sudamericano 1937 | Argentina | Campeón   |

## Clubes
| Club                    | País      | Año       |
| ----------------------- | --------- | --------- |
| Estudiantes de La Plata | Argentina | 1929-1933 |
| AS Roma                 | Italia    | 1934-1935 |
| Racing Club             | Argentina | 1936-1937 |
| Estudiantes de La Plata | Argentina | 1938-1939 |

## Palmarés

### Campeonatos internacionales
| Título                 | Selección           | Sede      | Año  |
| ---------------------- | ------------------- | --------- | ---- |
| Copa Mundial de Fútbol | Selección Italiana  | Italia    | 1934 |
| Copa América           | Selección Argentina | Argentina | 1937 |

### Distinciones individuales
| Distinción                | Año     |
| ------------------------- | ------- |
| Capocannoniere (28 goles) | 1934-35 |